# مارغريت بيت موريسون
مارغريت بيت موريسون (بالإنجليزية: Margaret Pitt Morison)‏ هي مهندسة معمارية أسترالية، ولدت في 3 ديسمبر 1900 في North Perth, Western Australia ‏ في أستراليا، وتوفيت في 12 ديسمبر 1985 في ندلاندز ‏ في أستراليا.